# Burghaun
Burghaun je sídlo v Německu, ve spolkové zemi Hesensko, zemském okrese Fulda nacházející se asi 100 kilometrů severovýchodně od Frankfurtu nad Mohanem. Žije zde asi 6,6 tisíce obyvatel. Do kraje v okolí města se vystěhovali někteří obyvatelé odsunutí po druhé světové válce z Československa, především ze Sudet, z oblasti Frýdlantska. Východně od města vedla během studené války hranice mezi Západním (NSR) a Východním Německem (NDR). U města se proto nachází i „Point Alpha“, jenž tvořil přechod mezi oběma zeměmi. Ten byl po válce přebudován na pietní místo doplněné prvky upomínajícími na období existence hranice.

## Partnerská města
- Hejnice, Česko[2]